# Никипелов, Александр Демьянович
Александр Демьянович Никипелов (27 августа 1914, с. Сиваковка, Приморская область — 16 августа 1988, Приморский край) — командир орудия 417-го отдельного истребительно-противотанкового дивизиона (192-я стрелковая дивизия, 39-я армия, 3-й Белорусский фронт), старшина.

## Биография
Родился в крестьянской семье в селе Сиваковка Никольск-Уссурийского уезда Приморской области (в настоящее время Хорольский район Приморского края). В 1924 году окончил 4 класса школы. Работал в колхозе.
В июле 1941 года Хорольским райвоенкоматом был призван в ряды Красной армии. С марта 1942 года на фронтах Великой Отечественной войны.
Приказом по 112 ОСБ от 29 марта 1943 года сержант А. Д. Никипелов за мужество и героизм в боях против немецко-фашистских захватчиков был награждён медалью «За отвагу».
В августовских боях 1943 года за деревни Колзаки и Терентьева, в ноябре в боях за деревню Боброва и за высоты 180,8 и 210,7 поддерживающим огнём сопровождал наступающую пехоту. Лично им было уничтожено 2 противотанковых орудия, 3 пулемёта и до взвода солдат противника.
В мартовских боях 1944 года возле населённого пункта Новое Село, действуя совместно с 1-м батальоном нанёс противнику значительные потери. Приказом по 192-й стрелковой дивизии от 19 мая 1944 года он был награждён орденом Красной Звезды.
22 июля 1944 года в боях за деревню Кодзи командир орудия старший сержант А. Д. Никипелов за день отбил 7 контратак противника, уничтожил 1 станковый, 2 ручных пулемёта и 10 солдат и офицеров противника. 23 июля, когда в бою вышли наводчик и помощник наводчика, работая за наводчика уничтожил станковый пулемёт и 6 солдат противника.

27 июля 1944 года в бою у деревни бою за деревню Виграньце в гмине Сейны одним из первых ворвался в деревню и уничтожил 1 ручной пулемёт и до 7 солдат противника. Был представлен к ордену Красной Звезды. Приказом по 192-й стрелковой дивизии награждён орденом Славы 3-й степени.
6 октября 1944 года в бою южнее города Расейняй в Литве прямой наводкой проделал 2 прохода в проволочных заграждениях противника, вывел из строя 2 пулемётных точки 1 малокалиберную пушку и уничтожил около 10 солдат.

8 октября 1944 года в Литве уничтожил пулемётный расчет и 4 солдат противника. Приказом по 39-й армии от 14 ноября 1944 года награждён орденом Славы 2-й степени.
В боях на Земландском полуострове в Восточной Пруссии 13 апреля 1945 года у деревни Зеераппен (Люблино), действуя в штурмовой артиллерийской группе и двигаясь в боевых порядках пехоты, огнём своего орудия старшина А. Д. Никипелов подбил 1 бронетранспортёр, уничтожил 1 станковый пулемёт, 1 автомашину и 17 солдат и офицеров противника.

14 апреля действуя в боевых порядках наступающих войск в боях за деревню Линденау (Кустовка в Полесском районе), ворвавшись в деревню, захватил исправное орудие противника и, не обращая внимания на сильный огонь врага, развернул трофейное орудие в сторону противника и огнём 2-х орудий уничтожил 1 станковый и 1 ручной пулемёты, 1 тягач и 12 солдат и офицеров противника. Указом Президиума Верховного Совета СССР от 29 мая 1945 года награждён орденом Славы 1-й степени.
Демобилизовался в мае 1946 года. Вернулся на родину, работал конюхом в колхозе.
Скончался 16 августа 1988 года.